# Legallais
L’entreprise Legallais, anciennement Legallais Bouchard, est une entreprise commerciale de Normandie, une des principales entreprises en France de vente à distance et de distribution omnicanale d’outillages et de quincaillerie pour le  marché des professionnels du second œuvre. Elle a été créée en 1889.
C’est initialement un magasin de détail dans la ville de Caen, ouvert au grand public et tourné vers une clientèle locale. Mais cette société s’est maintenue et a grandi, en s’adaptant à l’évolution de la société française et de ses modes de consommation. Elle a dû faire face également à deux événements majeurs. Le premier résulte en 1944 des conséquences de la fin de la Deuxième Guerre mondiale , avec des bombardements alliés massifs pour assurer la réussite du débarquement de Normandie : la ville de Caen est détruite, et, avec la ville, tous les bâtiments de cette entreprise. Le deuxième événement majeur  est la mise en liquidation judiciaire de la société en 1984, liée cette fois à l’évolution de la distribution en France et à la fin des Trente glorieuses. Dans les deux situations, l’entreprise  met à profit les difficultés rencontrées pour faire repartir son activité sur de nouvelles bases, en mettant à plat son organisation. Elle est désormais tournée vers le marché national des professionnels, avec une force commerciale itinérante de plus de 450 commerciaux sur toute la France, une équipe commerciale sédentaire de plus de 200 téléconseillers, des équipes implantées dans plus d'une vingtaine d'agences et un usage de la téléphonie et d’internet, en ayant adapté ses implantations et sa logistique.

## Historique

### Émergence de l’entreprise

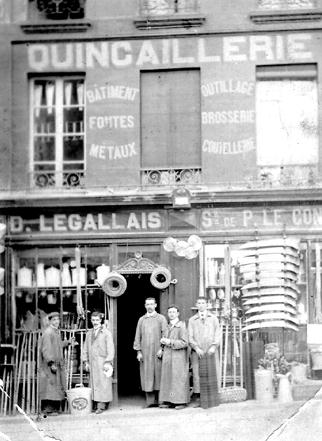
Début de l'entreprise : une boutique rue de Vaucelles

L’entreprise est créée en 1889, par Daniel Legallais (1866-1945), qui rachète, à 23 ans, rue de Vaucelles à Caen, un commerce de quincaillerie, proposant une offre hétéroclite de matériels pour le bâtiment ou pour les ménages, comme des métaux, des outillages, de la brosserie et de la coutellerie. Ce commerce préexistait sous la férule d’un autre commerçant, : ce Daniel Legallais  y avait commencé comme vendeur. Il était le fils d’un marin-pêcheur, qui dirigeait un bateau de grande pêche (la pêche en mer et en équipage pendant de longs mois).
Le quartier de Vaucelles, dans cette préfecture, est proche de la gare construite à la fin des années 1850. C’est alors un quartier en plein développement, qui bénéficie de l’essor du chemin de fer. La boutique s’adresse aux familles caennaises, aux artisans pour leur matériel et outillage, mais aussi au monde agricole de la région qui passe en préfecture, notamment pour les marchés et les foires aux bestiaux.
Le développement des  commerces d’outillage et de quincaillerie correspond en effet à un besoin induit par l’évolution de la société française. Pendant longtemps, chaque ville ou chaque bourg, en campagne, a vécu en économie fermée avec ses artisans  travaillant le fer, le bois, le cuir, et autres matières : forgerons, ferblantiers, coquetiers, vanniers, boisseliers, galochers, cordiers, bourreliers, etc. Durant le XIXe siècle, des industries se sont créées  (comme à Tinchebray dans l’arrière-pays normand), proposant des produits concurrents, en même temps que l’exode rural s’amorçait. Un certain artisanat disséminé sur tout le territoire a disparu progressivement, ce d’autant plus que l’industrie a su proposer des produits plus sophistiqués, utilisant par exemple des procédés tels que la galvanisation. Le quincaillier est devenu ainsi un intermédiaire indispensable entre ce monde industriel  naissant et les ménages ou professionnels. Ses produits ont  souvent fait partie des premiers biens de consommation ,.
La crise économique des années 1930 renforce paradoxalement la réputation de l’entreprise Legallais, celle-ci complétant son offre avec des matériaux nouveaux, tel l’isorel, qui n’attirent pas l’attention des diffuseurs traditionnels. Elle met en avant également les appareils fonctionnant au gaz ou à l’électricité. La société obtient aussi des exclusivités, sur des gazinières par exemple, ou encore sur la commercialisation du butane par Butagaz. L’entreprise s’étend rue de Vaucelles, mais aussi sur les quais, le long de l’Orne.

### Destruction des locaux de l’entreprise en 1944 et redémarrage
La Seconde Guerre mondiale va  avoir un impact important, non pas tant la Bataille de France en 1940 ou les années d’occupation, mais les derniers mois du conflit. Pour aider le succès du débarquement de Normandie, et ralentir l’arrivée d’éventuels renforts allemands, la ville de Caen (comme d’autres villes normandes), est écrasée sous un  tapis de bombes par les bombardements alliés.
Les bâtiments de l’entreprise sont anéantis comme la plus grande partie de la ville (68 % du volume bâti dans la ville est détruit). La direction décide cependant de relancer l’activité. Des locaux a priori provisoires sont trouvés dans un grand bâtiment resté debout, toujours dans le quartier de Vaucelles, rue de la Chaussée ferrée, qui est consolidé par les équipes de la société. Ce provisoire va durer une dizaine d’années. Une inauguration est organisée en juin 1945. Quelques camions sont trouvés pour effectuer des livraisons.
Alors que la ville se reconstruit progressivement, la direction de Legallais lance l’édification d’un nouvel immeuble , un bâtiment de cinq étages et de 10 000 m2 de surface, avec 45 mètres de façade sur les quais, et à peu près autant rue de Vaucelles. Les réserves sont également reconstruites sur le quai. Les travaux démarrent en juin 1950.

### Les Trente Glorieuses
L’offre comprend toujours de l’outillage, des produits de serrurerie, de la quincaillerie de marine (particularité historique de cette entreprise), des équipements sanitaires, des produits d’entretien (la droguerie), mais aussi de l’électroménager, et de l’aménagement de cuisine. Le matériel électrique prend aussi une place de plus en plus significative. En parallèle, le service après-vente devient une institution chez Legallais. C’est le début d’une période en France appelée par Jean Fourastié les Trente Glorieuses, caractérisée par une croissance économique, une élévation du niveau de vie des ménages et un besoin de confort. C’est aussi le triomphe des équipements en « arts ménagers », machine à laver, aspirateurs, cuisinières, réfrigérateurs, salles de bains, cuisines équipées, etc. Même si la plupart de ces équipements ont été imaginés avant la Seconde Guerre mondiale, ils se diffusent plus largement dans les ménages entre 1946 et 1975. En 1975, 90 % des ménages disposent d’un réfrigérateur domestique contre 5% en 1950.
La fin des années 1970 et le début des années 1980 sont économiquement plus difficiles. Une nouvelle concurrence a émergé les décennies précédentes avec la grande distribution spécialisée sur l’électro-ménager ou sur le bricolage et l’outillage : Boulanger est créé en 1954, Darty en 1957, Leroy Merlin en 1960, et  Castorama  en 1969. Ces entreprises, s’appuient sur des concepts de la grande distribution, antinomiques des concepts de départ de Legallais, notamment les grandes surfaces commerciales en libre-service, installées en périphérie de ville, avec des parkings favorisant l’accès en voiture. Il n’est plus question non plus, par exemple, d’y faire changer les ressorts d’une serrure, comme dans le magasin Legallais rue de Vaucelles : un produit qui ne fonctionne plus doit souvent y être remplacé.

### Adaptations, dépôt de bilan et redémarrage de l’activité
En février 1981, l’entreprise sépare davantage les ventes aux particuliers des ventes aux professionnels en créant un site destiné aux professionnels à Mondeville en février 1981. Puis elle se sépare de l’activité de vente aux particuliers en la cédant au BHV en décembre 1984, ainsi que l’immeuble rue de Vaucelles (qui deviendra plus tard, en 2011, un Adagio City Aparthotel).
Dès le lendemain de cette vente, toujours confrontée à un manque de trésorerie, elle se déclare provisoirement en cessation de paiement. Elle réduit ses effectifs pour prendre en compte sa spécialisation sur le marché des professionnels (et collectivités) et adapter ses coûts, et négocie un accord avec ses principaux créanciers (un concordat selon le terme utilisé à l’époque) pour échelonner le remboursement de ses dettes sur un peu moins d’une dizaine d’années.
Un nouveau dirigeant, Philippe Casenave-Péré, prend en charge le développement commercial. Il anime, avec sa direction générale, un développement du chiffre d’affaires auprès des professionnels, en privilégiant une expansion géographique : de 1986 à 2002, l'entreprise crée ainsi des agences commerciales à Rouen, puis Rennes, Paris, Tours, Saint-Denis, Vaulx-en-Velin dans la région lyonnaise, et d’autres encore les années suivantes à Strasbourg, Marseille, Bordeaux, Lille, Nantes , etc.. Cette entreprise, désormais plus que centenaire, renoue également en 1991 avec un catalogue papier (permettant de présenter aux professionnels 20 000 produits à l’époque, 60 000 en 2023), et se réorganise sur ses différentes implantations, au début du XXIe siècle, dans un plan baptisé Phénix 2 : le site de Mondeville devient le stock central, un nouveau site (inauguré en 2002) à Hérouville-Saint-Clair, dans la périphérie de Caen, devient le siège social, le centre administratif et le centre de contact téléphonique,. L’entreprise investit aussi sur sa logistique, créant une nouvelle plateforme logistique à Saint-André-sur-Orne dans le Calvados, en 2005, puis l’agrandissant en 2012.
Vente par catalogue, vente par centre de contact téléphonique, vente par catalogue, elle est présente également sur le web, sous différents noms de site web et avec des outils spécifiques à ce média, tels que des configurateurs pour aider les professionnels à combiner au mieux les produits proposés. En 2019, elle passe le cap des 1 000 salariés.
L’entrepôt logistique s'agrandit. Une nouvelle plateforme est inaugurée en décembre 2022.

## Actionnariat et dirigeants
L’entreprise Legallais est initialement un commerce indépendant détenu par Daniel Legallais. En 1920, celui-ci transforme le statut de la société en société anonyme par actions de type SARL. Ses associés sont son fils, Maurice Legallais, et un collaborateur entré en 1905, Émile Bouchard. L’entreprise s’appelle d’ailleurs, désormais, Legallais-Bouchard. Pour autant, cette société reste clairement une entreprise familiale.
En 1934, Maurice Legallais meurt, du vivant de son père. Celui-ci fait appel à un neveu qu’il a embauché depuis quelques années, Lucien Dudouit, pour devenir directeur général puis président du conseil d’administration. L’affaire compte alors  une quarantaine de salariés. Lucien Dudouit part à la retraite en 1965. Léon Elie, gendre d’Émile Bouchard  lui succède pour une période de cinq ans, puis arrive Jean Dudouit, fils de Lucien Dudouit. Lucien Dudouit quitte le poste de président du conseil d’administration en 1984 et est remplacé par son beau-frère, Daniel Saintin.
Les difficultés des années 1980 et la nouvelle relance de l’activité provoquent aussi une rupture au niveau de l’actionnariat en 1999. La famille Legallais (et ses héritiers) reste présente, et assure, de fait, une continuité historique. La famille Bouchard (et ses héritiers là encore) se retire. Le nom de l’entreprise redevient Legallais. L'équipe dirigeante est remaniée autour de Philippe Casenave-Péré qui la préside désormais. Des membres de l’équipe de direction entrent dans le capital par LBO. Enfin, une société britannique de capital-investissement, la société 3i, devient un actionnaire supplémentaire, investissant à hauteur de 40 % du capital, et contribuant ainsi à créer les conditions financières d’un redémarrage. Cet actionnaire revend sa part de capital en 2007. L’équipe de direction détient dès lors 55 % de ce capital, les 45 % autres restant la propriété des héritiers de la famille fondatrice,. 
Les années suivantes, ce capital est aménagé à nouveau pour permettre aux salariés d’en détenir 5 %. Des sociétés d’investissement ont, ou ont eu, des participations minoritaires, dans une part nettement moindre que 3i, telles que la société  belge Gimv, et les sociétés françaises Siparex ou, ensuite, NCI.
Une société mère est créée englobant Legallais et quelques autres entreprises, le Groupe Grand Comptoir. Et en 2022, Daniel Malouf devient Directeur Général de Legallais,.  

## Fondation d’entreprise
En 2010, Legallais a créé une fondation d’entreprise, dans la continuité d’actions ponctuelles de solidarité et de soutien à des initiatives éducatives, sociales ou humanitaires,,. En France, le statut de fondation d’entreprise a été créé en 1990, et cette loi a constitué un tournant dans le développement de la philanthropie privée, les dispositifs législatifs successifs encourageant les créations de telles fondations, par exemple par des réductions fiscales. Par rapport à des fondations très médiatiques de groupes multinationaux, la structure mise en place par Legallais ne vise pas des opérations de prestige : il s’agit d’actions de soutien à des projets de solidarité (formation, aide aux démunis en France, aide au développement, etc.), encadrées durablement par cette structure spécifique de fondation. L’écho auprès du grand public reste plus local, mais la vingtaine ou trentaine d’opérations soutenues chaque année constituent aussi un outil de communication interne, offrant aux salariés un accès facilité et commun à une diversité d’engagements sociaux et humanitaires, en Asie par exemple, dans l’hexagone, ou quelquefois à côté du lieu de travail. Puis elle privilégie comme domaine d’action l’insertion professionnelle et le logement.

## Engagement dans le domaine artistique
Outre sa fondation d’entreprise, l’entreprise Legallais s’engage également en matière de culture et d’art, en partenariat avec des artistes émergents, qui interviennent soit sur la couverture du catalogue soit dans le cadre de performances artistiques réalisées  dans des locaux de la société. Dans ce cadre, elle a eu ses dernières années des partenariats avec différents artistes, comme VanLuc en 2014, Decaroline en 2015 (cette artiste étant intervenue l’année précédente, en 2014 sur la façade du Mémorial de Caen), Chanoir en 2016, Jo Di Bona en 2017, Astro en 2018, Bishop Parigo en 2019, Le CyKlop en 2020, Jace en 2021, Skwak en 2022, Speedy Graphito en 2023, etc. Cet engagement a un double effet : encourager le travail d’un artiste, mais aussi se différencier et créer l’événement autour de la sortie du cataloque,,,.